# Trohej
Trohej je dvosložna stopa u antičkoj metrici, u kojoj je prvi slog dug a drugi kratak (–U). U akcenatskoj metrici, prvi slog u troheju je naglašen a drugi nenaglašen, suprotno od jamba.
Trohej se u srpskoj poeziji pojavljuje češće nego jamb, zbog prirode srpskog akcenta koji se ne može nalaziti na poslednjem slogu.
Najpoznatiji stih koji primenjuje trohej u srpskom jeziku je epski deseterac, koji ispred cezure sadrži po pravilu dva trohejska sloga. Tim stihom napisana je skoro cela srpska narodna epska poezija i dobar deo lirske, a u pisanoj poeziji naročito su ga koristili Njegoš, Branko Radičević, Zmaj, Laza Kostić i drugi, prevashodno romantičarski pesnici.